# Mario Alberto Vera
Mario Alberto Vera (San Miguel de Tucumán, Argentina; 1 de febrero de 1982) es un exfutbolista argentino. Jugaba en la posición de defensor y su último club profesional fue Social Lastenia. Se desempeñaba como lateral por la izquierda.
Desde abril de 2021 forma parte del cuerpo técnico del plantel superior de San Martín de Tucumán.

## Estadísticas

### Clubes
Actualizado hasta su último partido disputado en 2017.
| Club                                 | Div.          | Temporada     | Liga  | Liga  | Copas nacionales | Copas nacionales | Total | Total |
| Club                                 | Div.          | Temporada     | Part. | Goles | Part.            | Goles            | Part. | Goles |
| ------------------------------------ | ------------- | ------------- | ----- | ----- | ---------------- | ---------------- | ----- | ----- |
| San Martín (T) Argentina             | 4.ª           | 2004-05       | 30    | 4     | —                | —                | 30    | 4     |
| San Martín (T) Argentina             | 3.ª           | 2005-06       | 29    | 3     | —                | —                | 29    | 3     |
| San Martín (T) Argentina             | 2.ª           | 2006-07       | 38    | 0     | —                | —                | 38    | 0     |
| San Martín (T) Argentina             | 2.ª           | 2007-08       | 9     | 0     | —                | —                | 9     | 0     |
| San Martín (T) Argentina             | 1.ª           | 2008-09       | 2     | 0     | —                | —                | 2     | 0     |
| San Martín (T) Argentina             | 2.ª           | 2009-10       | 24    | 0     | —                | —                | 24    | 0     |
| San Martín (T) Argentina             | 2.ª           | 2010-11       | 33    | 0     | —                | —                | 33    | 0     |
| San Martín (T) Argentina             | 3.ª           | 2012-13       | 20    | 0     | 3                | 0                | 23    | 0     |
| San Martín (T) Argentina             | Total club    | Total club    | 185   | 7     | 3                | 0                | 188   | 7     |
| Chacarita Juniors Argentina          | 2.ª           | 2011-12       | 6     | 0     | —                | —                | 6     | 0     |
| Chacarita Juniors Argentina          | Total club    | Total club    | 6     | 0     | 0                | 0                | 6     | 0     |
| C. S. y A. Guillermo Brown Argentina | 2.ª           | 2011-12       | 16    | 0     | 1                | 0                | 17    | 0     |
| C. S. y A. Guillermo Brown Argentina | Total club    | Total club    | 16    | 0     | 1                | 0                | 17    | 0     |
| Atlético Policial Argentina          | 4.ª           | 2013-14       | 14    | 0     | —                | —                | 14    | 0     |
| Atlético Policial Argentina          | 4.ª           | 2014          | 16    | 1     | —                | —                | 16    | 1     |
| Atlético Policial Argentina          | Total club    | Total club    | 30    | 1     | 0                | 0                | 30    | 1     |
| Atlético Concepción Argentina        | 4.ª           | 2013-14       | 10    | 0     | —                | —                | 10    | 0     |
| Atlético Concepción Argentina        | Total club    | Total club    | 10    | 0     | 0                | 0                | 10    | 0     |
| San Lorenzo de Alem Argentina        | 3.ª           | 2015          | 26    | 1     | —                | —                | 26    | 1     |
| San Lorenzo de Alem Argentina        | Total club    | Total club    | 26    | 1     | 0                | 0                | 26    | 1     |
| Social Lastenia Argentina            | 4.ª           | 2016          | 26    | 1     | —                | —                | 26    | 1     |
| Social Lastenia Argentina            | 4.ª           | 2017          | 15    | 0     | —                | —                | 15    | 0     |
| Social Lastenia Argentina            | Total club    | Total club    | 41    | 1     | 0                | 0                | 41    | 1     |
| Total carrera                        | Total carrera | Total carrera | 314   | 10    | 4                | 0                | 318   | 10    |
| 1. 2. 3.                             |               |               |       |       |                  |                  |       |       |

## Palmarés

### Torneos nacionales
| Título             | Club                  | País      | Año     |
| ------------------ | --------------------- | --------- | ------- |
| Torneo Argentino B | San Martín de Tucumán | Argentina | 2004-05 |
| Primera B Nacional | San Martín de Tucumán | Argentina | 2007-08 |

### Otros logros
- Ascenso a la Primera B Nacional con San Martín de Tucumán en 2006.